# 雅周镇
雅周镇，是中华人民共和国江苏省南通市海安市下辖的一个乡镇级行政单位。

## 行政区划
雅周镇下辖以下地区：
雅周社区、王垛社区、张莫天社区、迮庄村、东夏村、钱庄村、金庄村、鸭湾村、杭窑村、东楼村、庞庄村、张垛村、许家庄村、周机村和迥垛村。